# Inga Hagander
Inga Anna Hagander, född Lindahl den 11 januari 1909 i Malmö, död den 1 mars 1996 i Ystad, var en svensk bibliotekarie.
Inga Hagander avlade studentexamen 1928, blev filosofie kandidat vid Lunds universitet 1932, filosofie magister 1934 och utexaminerades från Biblioteksskolan i Stockholm 1936. Hon blev biträde på Malmö stadsbibliotek 1933, hos bibliotekskonsulenterna vid Skolöverstyrelsen 1935 och var stadsbibliotekarie i Ystads stad från 1936. Hon utgav Bidrag till en Ystad-bibliografi: litteratur om Ystad i Ystads stadsbibliotek (1962, 1970).
Inga Hagander var dotter till underfogde Edvard Lindahl och Anna Persson. Hon ingick 1940 äktenskap med civilingenjör Olof Hagander. Makarna är begravda på Östra kyrkogården i Malmö.